# Kołczygłowy
Kołczygłowy (Alt Kolziglow fino al 1945) è un comune rurale polacco del distretto di Bytów, nel voivodato della Pomerania.
Ricopre una superficie di 173,34 km² e nel 2004 contava 4 315 abitanti.